# Lepidoblepharis
Lepidoblepharis is een geslacht van hagedissen die behoren tot de gekko's en de familie Sphaerodactylidae.

## Naam en indeling
De wetenschappelijke naam van de groep werd voor het eerst voorgesteld door Mario Giacinto Peracca in 1897. Er zijn 21 soorten inclusief de pas in 2016 beschreven soort Lepidoblepharis nukak.
De geslachtsnaam Lepidoblepharis betekent vrij vertaald 'geschubde oogleden'.

## Verspreiding en habitat
De hagedissen komen voor in delen van Midden- en Zuid-Amerika en leven in de landen Nicaragua, Costa Rica, Panama, Colombia, Venezuela, Ecuador, Brazilië, Peru en Frans-Guyana. De habitat bestaat uit tropische en subtropische bossen, zowel in laaglanden als in bergstreken en droge tropische en subtropische bossen en scrublands. Ook in door de mens aangepaste streken zoals plantages, akkers, landelijke tuinen, stedelijke gebieden en aangetaste bossen kunnen de hagedissen worden gevonden.

## Beschermingsstatus
Door de internationale natuurbeschermingsorganisatie IUCN is aan achttien soorten een beschermingsstatus toegewezen. Elf soorten worden beschouwd als 'veilig' (Least Concern of LC), drie soorten als 'onzeker' (Data Deficient of DD) en een soort als 'kwetsbaar' (Vulnerable of VU). Twee soorten worden gezien als 'bedreigd' (Endangered of EN) en de soort Lepidoblepharis miyatai ten slotte staat te boek als 'ernstig bedreigd' (Critically Endangered of CR).

## Soorten
Het geslacht omvat de volgende soorten, met de auteur en het verspreidingsgebied.
| Naam                            | Auteur                                                                 | Verspreidingsgebied                     |
| ------------------------------- | ---------------------------------------------------------------------- | --------------------------------------- |
| Lepidoblepharis buchwaldi       | Werner, 1910                                                           | Ecuador                                 |
| Lepidoblepharis colombianus     | Mechler, 1968                                                          | Colombia                                |
| Lepidoblepharis conolepis       | Ávila-Pires, 2001                                                      | Ecuador                                 |
| Lepidoblepharis duolepis        | Ayala & Castro, 1983                                                   | Colombia                                |
| Lepidoblepharis emberawoundule  | Batista, Ponce, Veselý, Mebert, Hertz, Köhler, Carrizo & Lotzkat, 2015 | Panama                                  |
| Lepidoblepharis festae          | Peracca, 1897                                                          | Ecuador, Peru, Colombia                 |
| Lepidoblepharis grandis         | Miyata, 1985                                                           | Ecuador                                 |
| Lepidoblepharis heyerorum       | Vanzolini, 1978                                                        | Brazilië, Frans-Guyana                  |
| Lepidoblepharis hoogmoedi       | Ávila-Pires, 1995                                                      | Brazilië, Peru                          |
| Lepidoblepharis intermedius     | Boulenger, 1914                                                        | Colombia, Ecuador                       |
| Lepidoblepharis microlepis      | Noble, 1923                                                            | Colombia                                |
| Lepidoblepharis miyatai         | Lamar, 1985                                                            | Colombia                                |
| Lepidoblepharis montecanoensis  | Markezich & Taphorn, 1994                                              | Venezuela                               |
| Lepidoblepharis nukak           | Calderon-Espinosa & Medina-Rangel, 2016                                | Colombia                                |
| Lepidoblepharis peraccae        | Boulenger, 1908                                                        | Colombia                                |
| Lepidoblepharis rufigularis     | Batista, Ponce, Veselý, Mebert, Hertz, Köhler, Carrizo & Lotzkat, 2015 | Panama                                  |
| Lepidoblepharis ruthveni        | Parker, 1926                                                           | Ecuador, Colombia                       |
| Lepidoblepharis sanctaemartae   | Ruthven, 1916                                                          | Panama, Colombia, Venezuela             |
| Lepidoblepharis victormartinezi | Batista, Ponce, Veselý, Mebert, Hertz, Köhler, Carrizo & Lotzkat, 2015 | Panama                                  |
| Lepidoblepharis williamsi       | Ayala & Serna, 1986                                                    | Colombia                                |
| Lepidoblepharis xanthostigma    | Noble, 1916                                                            | Nicaragua, Costa Rica, Panama, Colombia |